# نادي الشرقية (العراق)
نادي الشرقية الرياضي هو فريق كرة قدم عراقي مقره في واسط، يلعب في الدوري العراقي الدرجة الثالثة.

## روابط خارجية
- نادي الشرقية على موقع Goalzz.com
- أندية العراق - تواريخ التأسيس